# بسمر تراست
بسمر تراست (انگلیسی: Bessemer Trust) شرکت هلدینگ آمریکایی است، که در سال ۱۹۰۷ تأسیس شد.